# Borowe (województwo lubelskie)
Borowe – osada w Polsce, położona w województwie lubelskim, w powiecie radzyńskim, w gminie Borki.
W latach 1975–1998 miejscowość administracyjnie należała do ówczesnego województwa lubelskiego.